# Марлет (Мичиген)
Марлет (енгл. Marlette) град је у америчкој савезној држави Мичиген. По попису становништва из 2010. у њему је живело 1.875 становника.

## Демографија
Према попису становништва из 2010. у граду је живело 1.875 становника, што је 229 (10,9%) становника мање него 2000. године.
| Група             | 2000.         | 2010.         |
| Белци             | 1.961 (93,2%) | 1.757 (93,7%) |
| Афроамериканци    | 48 (2,3%)     | 5 (0,3%)      |
| Азијати           | 6 (0,3%)      | 13 (0,7%)     |
| Хиспаноамериканци | 53 (2,5%)     | 64 (3,4%)     |
| Укупно            | 2.104         | 1.875         |